# P-40 Warhawk
Curtiss P-40 Warhawk a fost un avion de vânătoare american monoloc, confecționat complet din metal, având rol de avion de vânătoare și atac la sol.
Fiind o modificare a avionului P-40 a redus mult timpul de proiectare și intrarea rapidă în producție și serviciu. A fost folosit de 28 de națiuni, rămânând în serviciu de front până la sfârșitul celui de Al Doilea Război Mondial. După P-51 Mustang și P-47 Thunderbolt a fost cel de al treilea avion american produs în cel mai mare număr.

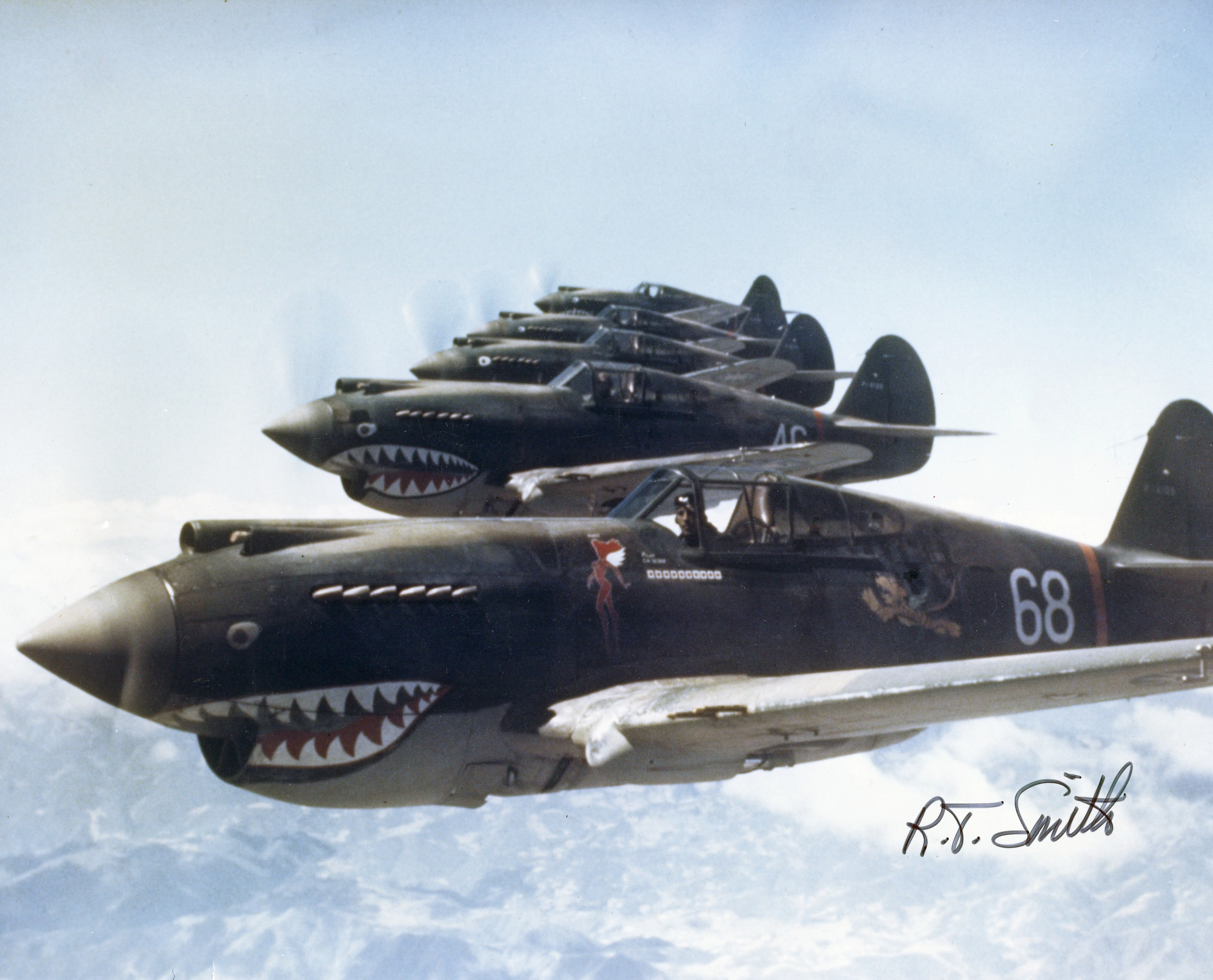
Flying Tigers deasupra Chinei, fotografie din 1942

## Legături externe

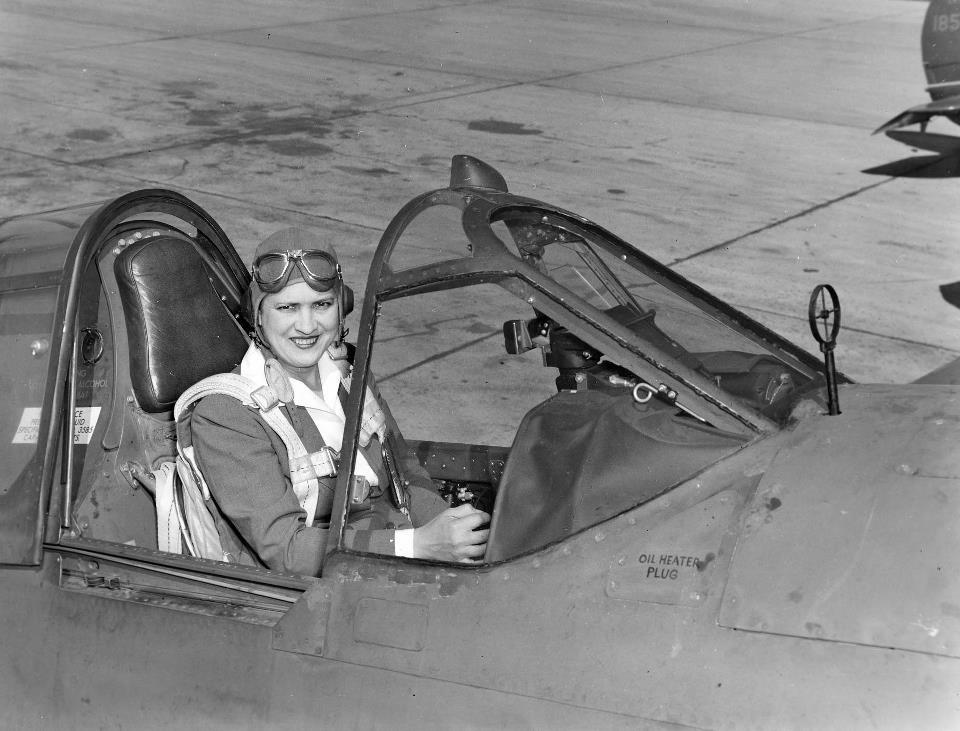
Jackie Cochran în carlinga unui P-40